# 史蒂夫·貝卓西安
史蒂芬·韋恩·貝卓西安（英語：Stephen Wayne Bedrosian，1959年10月21日—），綽號「基岩」（Bedrock），為前美國職棒大聯盟的投手，生涯曾效力過勇士、費城人、巨人與雙城等隊。他是1987年的國聯賽揚獎得主，兒子Cam也是一名大聯盟投手。

## 職業生涯
貝卓西安在大學時期一共投出13勝3敗，並拿下3次救援成功。1978年，他幫助球隊拿下大學分區世界大賽的第三名。後來他在同一年投入職棒選秀，並被勇士隊選走。
1985年，這是貝卓西安唯一一次擔任全職先發的一年，但他只拿下7勝15敗的成績。球季結束後，他被交易到費城人。他在費城人的第一年就拿下29次救援成功。1987年，貝卓西安拿下5勝3敗，防禦率2.83跟聯盟最多的40次救援成功。他也罕見地以救援投手身分拿下國聯賽揚獎。
1989年球季中，他被交易到巨人隊，並隨隊打進世界大賽。1990年，他拿下威利·麥克獎，而他兩歲的兒子寇迪在這年罹患白血病。
1991年，貝卓西安加入雙城，並拿下職棒生涯唯一一座冠軍。之後他在1993年加入勇士，打到1995年後退休。

## 生涯投球成績
| 勝投 | 敗投 | 防禦率 | 出賽場次 | 先發 | 救援成功 | 投球局數 | 安打 | 失分 | 自責分 | 全壘打 | 保送 | 三振 | 暴投 | 觸身球 |
| ---- | ---- | ------ | -------- | ---- | -------- | -------- | ---- | ---- | ------ | ------ | ---- | ---- | ---- | ------ |
| 76   | 79   | 3.38   | 732      | 46   | 184      | 1191.0   | 1026 | 496  | 447    | 114    | 518  | 921  | 33   | 27     |

## 個人生活
目前貝卓西安住在喬治亞州的紐南。他在2010年以前都在東考維塔高中擔任棒球隊教練。
2008年，貝卓西安入選考維塔運動名人堂。此外，他還入選紐黑文大學名人堂。而貝卓西安是一名亞美尼亞裔的美國人。

## 外部連結
- 球員資訊和成績在MLB ，ESPN ，Retrosheet ，Baseball Reference ，Baseball Reference (Minors) ，Fangraphs ，The Baseball Cube （英文）